# Gnamptodon indicus
Gnamptodon indicus är en stekelart som först beskrevs av T.C. Narendran och Rema 1996.  Gnamptodon indicus ingår i släktet Gnamptodon och familjen bracksteklar. Inga underarter finns listade i Catalogue of Life.